# 넬리 코널리

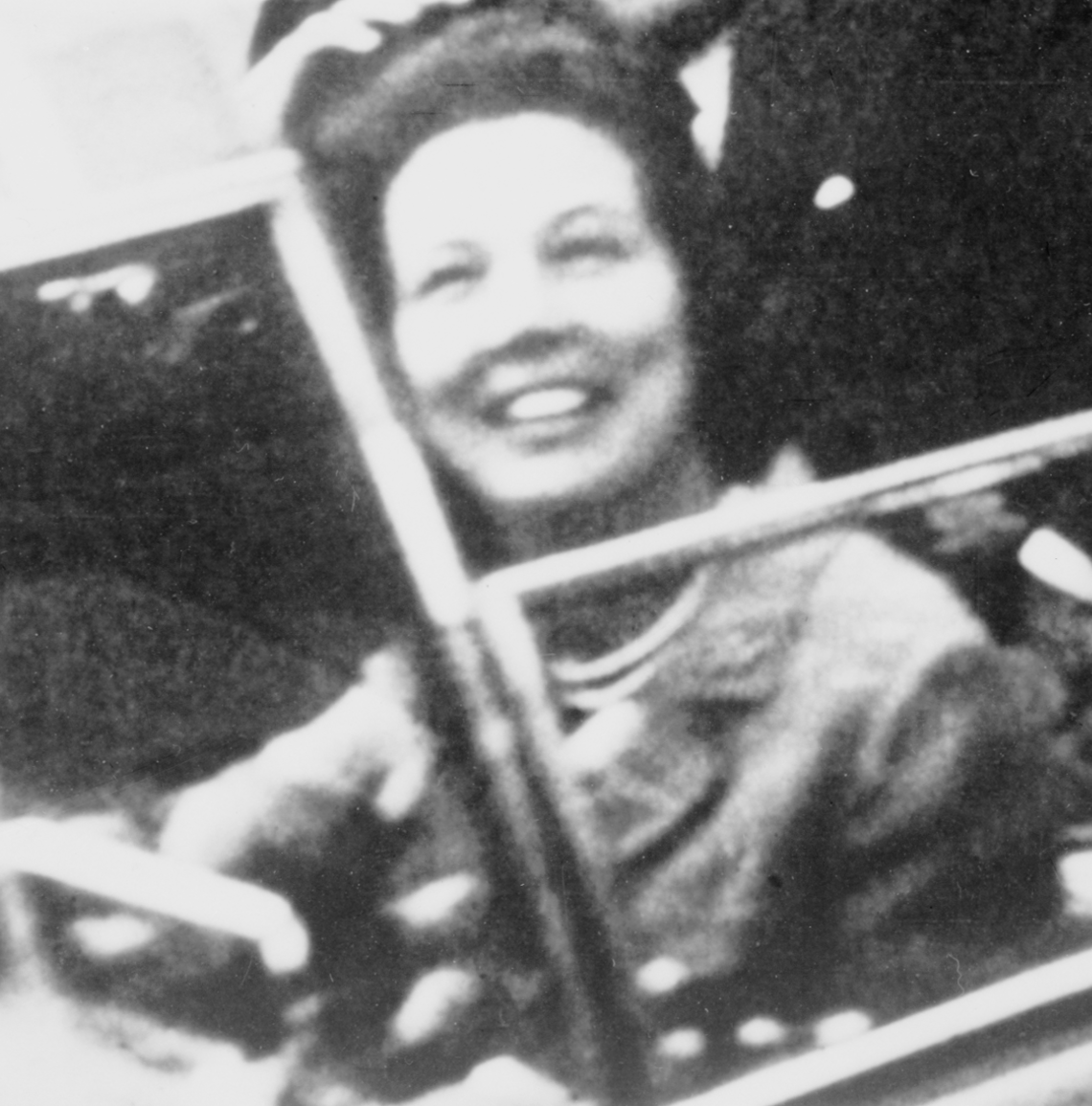
1963년 11월 22일 대통령 리무진에 넬리 코널리가 타고 있었다.

이다넬 브릴 코널리(영어: Idanell Brill Connally, 1919년 2월 24일 ~ 2006년 9월 1일)는 1963년부터 1969년까지 텍사스의 영부인이었다. 텍사스 주지사를 지낸 존 코널리의 아내였다.
그녀와 그녀의 남편은 미국 대통령 존 F. 케네디를 태운 대통령 리무진의 승객들이었다. 케네디는 1963년 11월 22일 텍사스주 댈러스에서 암살당했다.